# Santa Maria de Clariana
Santa Maria de Clariana és una obra d'Argençola (Anoia) inclosa a l'Inventari del Patrimoni Arquitectònic de Catalunya.

## Descripció
Sembla que l'entrada estava porticada o coberta. A l'església s'hi entrava mitjançant la porta d'arc de mig punt que encara es conserva d'entrada. És d'una nau amb capelletes laterals. La
torre de campanar és quadrangular. La resta de l'edifici té el sostre de teules, a doble vessant. Sembla conservar elements barrocs caps d'àngels al final de les voltes d'arestes, etc i conserva part del que sembla una antiquíssima pica baptismal.

## Història
Històricament centra el poble de Clariana. Surt esmentada per primer cop l'any 1002, quan el lloc passà al domini del monestir de Sant Cugat.